# Вернер фон Брайтхаузен
Вернер фон Брайтхаузен (нем. Werner von Breithausen) — магистр Ливонского ордена с 1262 года по 1264 год.

## Биография
В 1241 году Вернер фон Брайтхаузен занимал должность ландмаршала Ливонского Ордена. В 1248 году исполнял обязанности фогта замка Каркус. В середине 1262 года ливонский магистр Георг фон Айхштэтт из-за ранения отказался от своей должности в пользу Вернера фон Брайтхаузена.
В 1261 году великий князь литовский Миндовг, князья Тренята жмудский и Товтивил полоцкий заключили военный союз с новгородским князем Дмитрием Александровичем (1259—1264), сыном великого князя владимирского Александра Невского. Союзники условились с двух сторон одновременно напасть на ливонские владения. Великий князь литовский Миндовг со своим войском вступил в орденские земли и стал под Венденом, но русские князья не пришли к нему на помощь. Тогда Миндовг разорил ливонские волости и отступил в Литву. В том же 1262 году новгородские полки под командованием князя Дмитрия Александровича вторглись в ливонские земли, где осадили, взяли и разорили город Дерпт (Юрьев), захватив большой полон. Ливонский магистр Вернер фон Брайтхаузен не стал преследовать новгородскую рать, а послал орденское войско под командованием гольдингенского комтура Бруно в поход на Курляндию, где рыцари захватили крепости Гробин, Меркес и Лазен.
Зимой 1262—1263 года жмудский князь Тренята предпринял большой военный поход на Ливонский Орден. Литовцы смогли пройти далеко вглубь орденских владений и добрались до округа Вик, сжигая и разоряя все на своем пути. 3 февраля 1263 года литовцы захватили и сожгли орденский замок Пернов. Затем Тренята двинулся через земли рижского архиепископа в литовские владения, но по дороге потерпел поражение от крестоносцев в битве под Динамюнде. В середине 1264 года ливонский магистр Вернер фон Брайтхаузен был ранен одним рыцарем, уволен с занимаемой должности и уехал на лечение в Германию.